# Fediakovo
Fediakovo (en russe : Федяко́во) est un village de Russie situé dans le conseil rural de Bolchaïa Elna du raïon de Kstovo dans l'oblast de Nijni Novgorod. Il se trouve au bord de l'autoroute M-7 Moscou-Kazan, non loin de la limite orientale de la ville de Nijni Novgorod. 

## Histoire
La proximité du village de Fediakovo avec la capitale régionale, Nijni Novgorod, en a fait deux fois le lieu de programmes de construction. Au début des années 1980, c'est la construction de la centrale nucléaire de Gorki (nom de Nijni Novgorod à l'époque); mais bien qu'achevée elle n'est jamais mise en exploitation. La deuxième fois, c'est en 2006, lorsqu'est construite la zone commerciale Mega de Nijni Novgorod. Elle était reliée à Nijni Novgorod par des navettes gratuites au début, mais maintenant les lignes d'autobus sont payantes. 

## Population
- 2002: 528 habitants
- 2010: 554 habitants

## Patrimoine
- Église de la Transfiguration-du-Sauveur, XIXe siècle.
- Site archéologique de Fediakovo-1 du XIIIe au XVIIIe siècle à 1 km au nord-ouest du village sur une colline escarpée de la rive gauche de la rivière Rakhma.
- Site archéologique de Fediakovo-2 du XVIe au XVIIIe siècle à 1,4 km de l'église à l'azimut 200, dans la partie supérieure d'un grand ravin, dont l'embouchure s'ouvre sur la plaine inondable marécageuse de la rivière Rakhma.
- Site archéologique Fediakovo-3, 2e moitié du Ier siècle - début du IIe siècle, à 500 mètres au nord-ouest du village, sur une pente de la rive gauche de la Rakhma et à 500 mètres au nord-est du site Fediakovo-1.

## Galerie

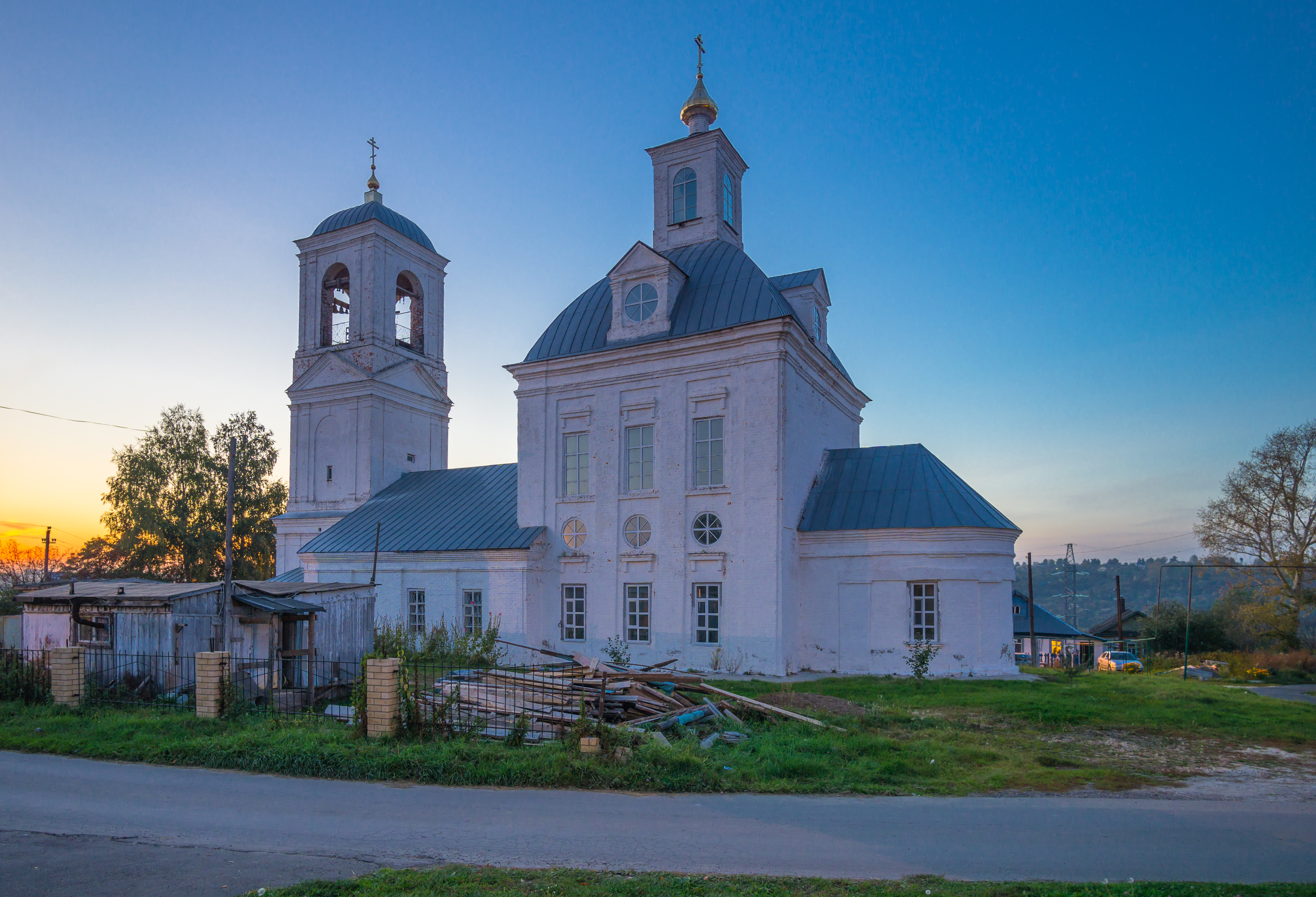
Vue de l'église de la Transfiguration
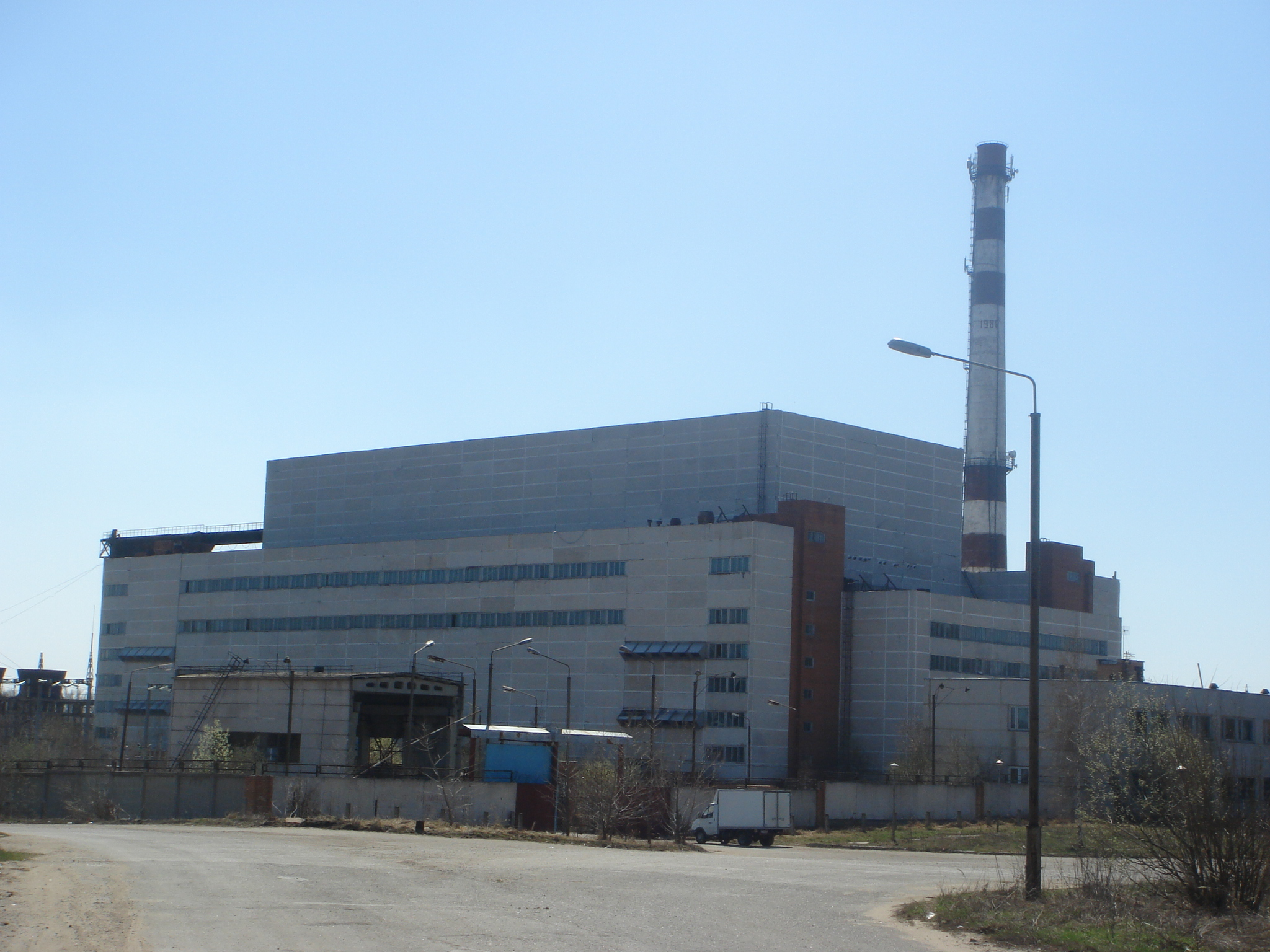
Centrale nucléaire
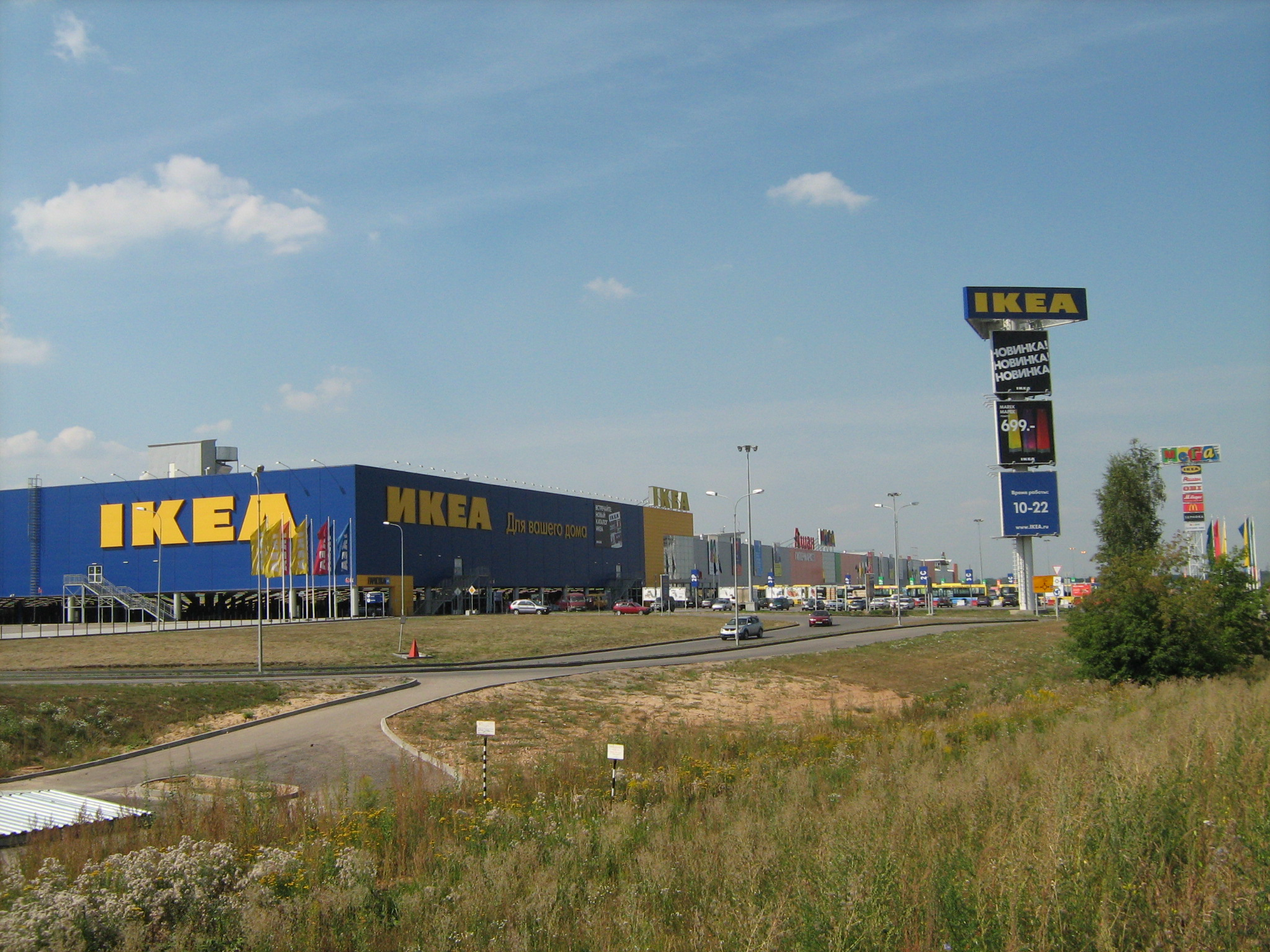
Zone commerciale Mega